# Halilefendiçiftliği, Uşak
Halilefendiçiftliği là một xã thuộc huyện Uşak, tỉnh Uşak, Thổ Nhĩ Kỳ. Dân số thời điểm năm 2010 là 35 người.